# André Alves
André Filipe Saraiva Alves (geboren am 4. Juli 1997 in Lissabon) ist ein portugiesischer Handballspieler.

## Vereinskarriere
Der 1,75 m große und 78 kg schwere rechte Außenspieler spielte im Nachwuchsbereich von Belenenses Lissabon, ab der Spielzeit 2013/2014 auch bei den Senioren in der Andebol 1. Nach der Spielzeit 2015/2016 wechselte er zum Ortsrivalen Benfica Lissabon, wo er bei den Junioren, in der B-Mannschaft und auch bei den Senioren spielte; in seiner letzten Saison (2017/2018) bei Benfica war er ausschließlich bei den Senioren in der ersten Liga aktiv. Die Spielzeit 2018/2019 bestritt er für Boa-Hora Lissabon, einem weiteren portugiesischen Erstligisten. Für die Spielzeit 2019/2020 kehrte er zurück zu Belenenses, in der Spielzeit 2020/2021 war er bei Vitória Setúbal aktiv. 2021 wechselte er aus der ersten portugiesischen Liga, der Andebol 1, nach Deutschland in die 3. Liga und lief in der Saison 2021/2022 für den VfL Günzburg auf. Anschließend schloss er sich dem Drittligisten TV 08 Willstätt. Seit dem Sommer 2023 steht er beim Zweitligisten VfL Eintracht Hagen unter Vertrag.
Er gewann in Portugal die I Divisão Juniores, den Taça de Portugal und den Supertaça Portuguesa.

## Privates
André Alves ist von Beruf Sportphysiotherapeut.